# Holzform
Mit einer Holzform wird vom Glasmacher die Rohform für ein Glasprodukt festgelegt. Das glühende Glas wird in die Form eingeblasen oder gegossen und dadurch geformt. Die Formen können mehrteilig sein. Um ein Verbrennen des Holzes zu verhindern, wird die Form vor dem Einsatz gewässert. Zwischen einzelnen Fertigungsvorgängen wird die Holzform immer wieder ins Wasser eingetaucht. An der Innenwand der Form bildet sich eine Holzkohleschicht, die besonders gut Wasser speichern kann. Beim Einbringen des glühenden Glases bildet das Wasser eine Dampfschicht, die dem Glas seine glatte Oberfläche verleiht. Die Holzform brennt dennoch bei jedem Einsatz aus, so dass mit einer Form nur eine stark begrenzte Zahl von Gläsern hergestellt werden kann. Danach ist die Form ausgebrannt. Formen für das Einblasen umschließen das Glas oft nicht vollständig. Das Glas wird beim Einblasen in ihnen gedreht.

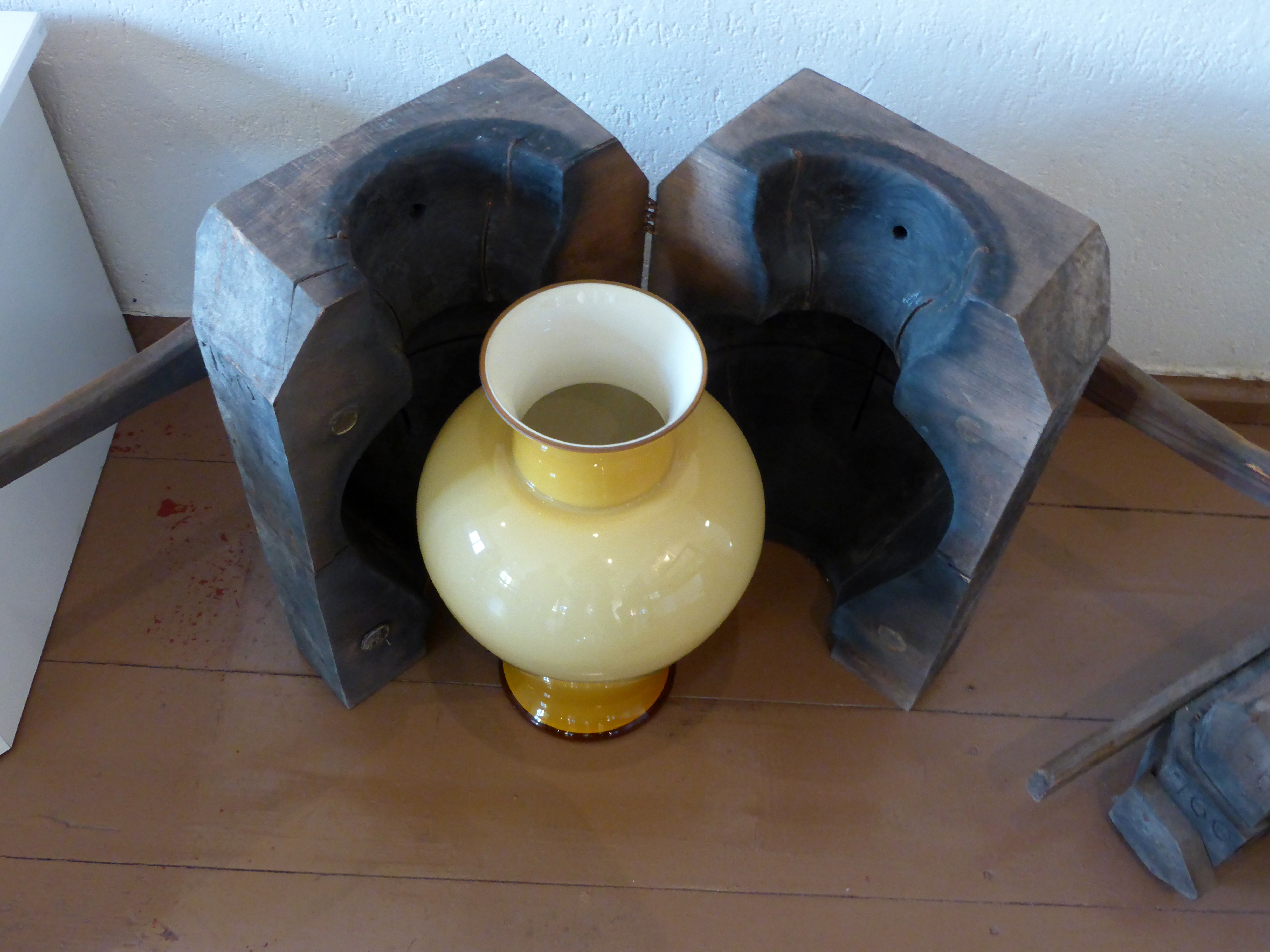
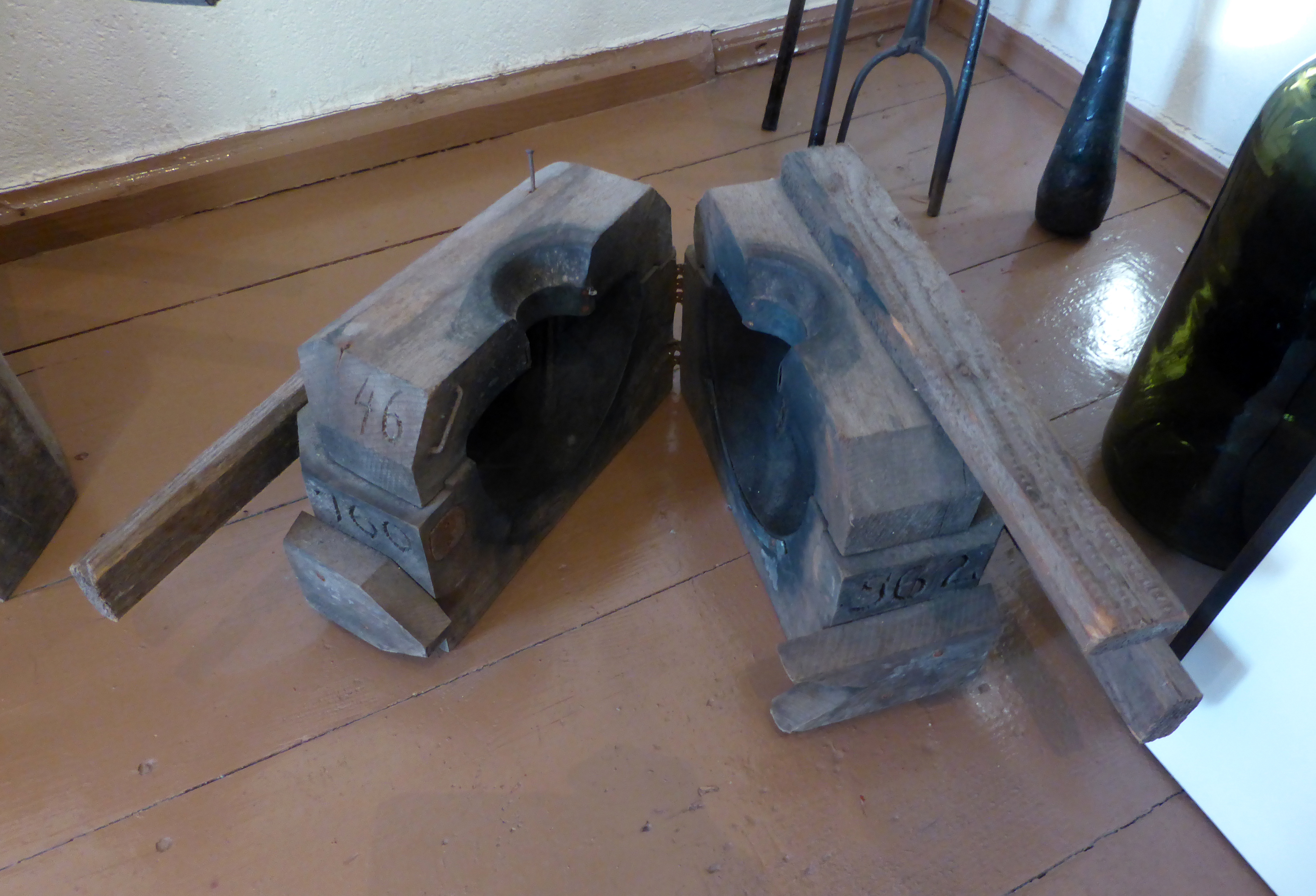